# 후지큐 하이랜드

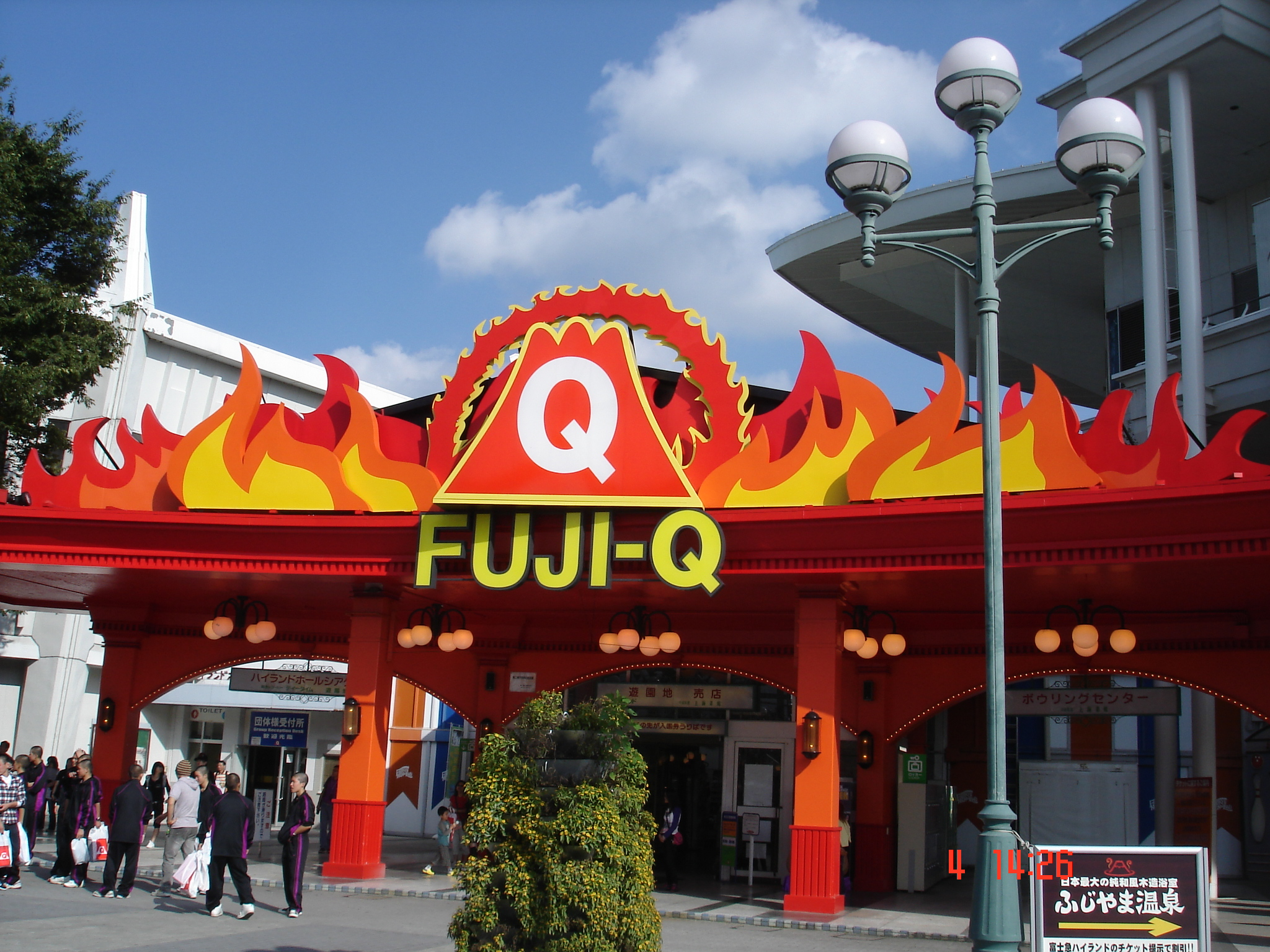
후지큐 하이랜드 정문.

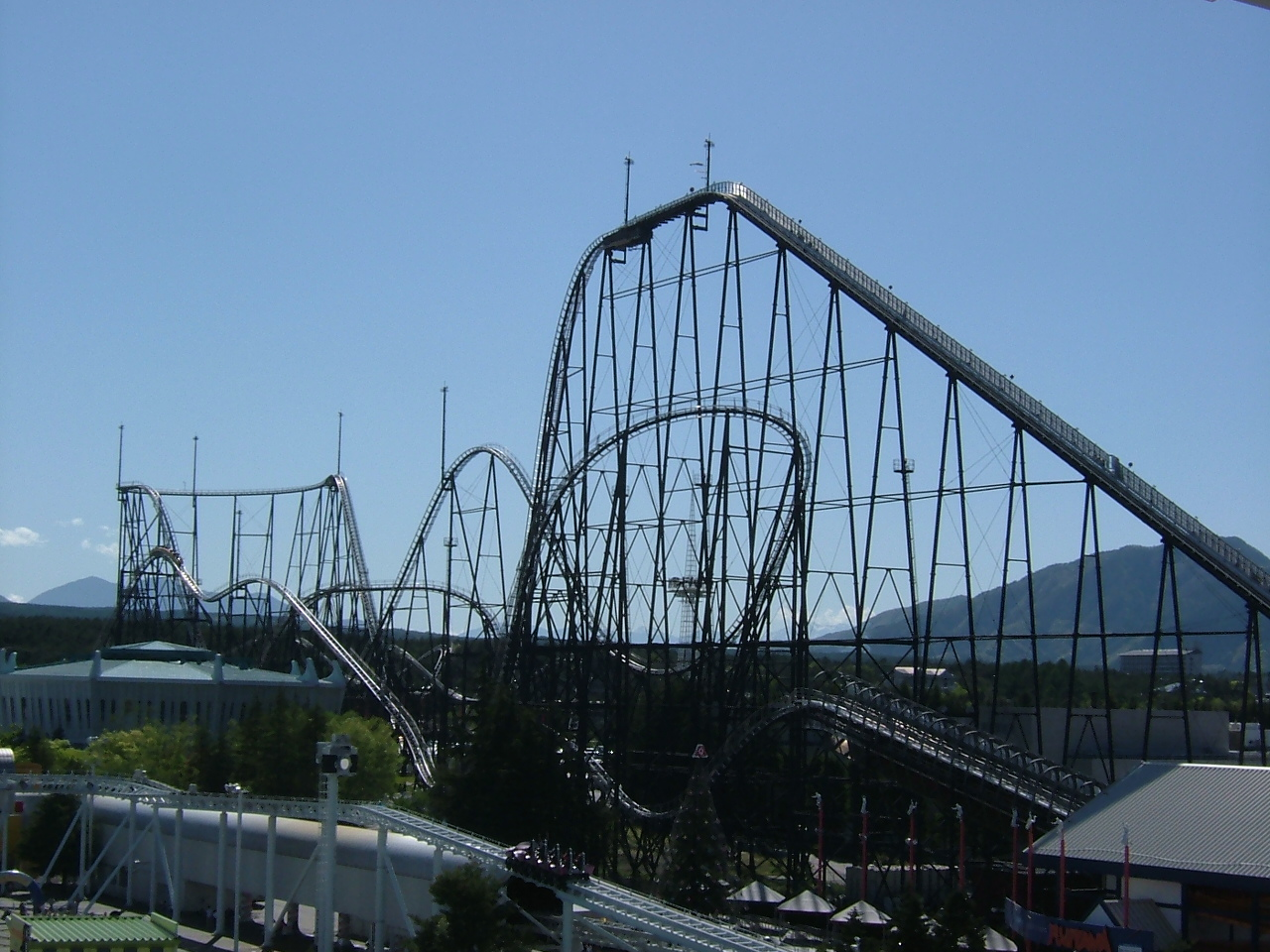
후지큐 하이랜드의 롤러코스터 후지야마

후지큐 하이랜드(일본어: 富士急ハイランド 후지큐 하이란도[*], Fujikyu Highland, Fuji-Q Highland, Fuji-Q)는 일본 야마나시현 후지요시다시에 있는 후지 급행 계열의 놀이공원이다.
후지 산 근방에 위치하고 있는 놀이공원 및 테마파크이다. 롤러 코스터 및 놀이기구가 설치되어 있으며, 기관차 토마스를 주제로 갖춰진 테마파크인 '토마스 랜드'는 어린이들을 대상으로 갖추고 있다.

## 주요 놀이기구

### 롤러코스터
후지큐 하이랜드의 유명한 롤러 코스터로는 다음과 같은 것들이 있다.
후지야마
1996년에 개장하였으며, 총 연장 2045m에 최고로 높은 곳이 79m, 최대 경사각도가 65도에 최대 가속도는 3.5G이다. 한때 세계에서 가장 높은 롤러 코스터였다. 2005년 현재 높이로는 세계 제7위에, 연장 길이로는 세계 제5위에 해당한다.
도돈파(ドドンパ)
2001년 12월 21일에 개장하였다. 출발할 때 1.8초 안에 최고속도인 시속 172킬로미터를 내며, 이는 2005년 현재 세계에서 세 번째로 빠른 롤러코스터의 속도에 해당한다. MBC 상상원정대에도 나온 적이 있었다.
에쟈나이카(ええじゃないか)
2006년에 개장하였다. 일본 최초의, 세계에서 2번째로 만들어진 4차원 코스터이다.(좌석이 고정되지 않고 돈다)
다카비샤
2011년에 개장하였다. 현재 세계에서 낙하각도가 가장 큰 롤러코스터이다.

### 테마파크
- 건담 크라이시스 (GUNDAM CRISIS)
- 토마스 랜드(トーマスランド)